# Tibula
Tibula (en griego: Τιβουλα, (Ptolomeo (Ptol.)) era una antigua ciudad de Cerdeña, cerca del extremo norte de la isla, que parece haber sido el lugar de llegada habitual de los viajeros procedentes de Córcega. Los Itinerarios de Antonino ofrecen, al menos, cuatro rutaa, tomando como punto de partida su salida de Tibula.(Itin. Ant. pp. 78-83).

## Ubicación
Su posición todavía es incierta. La que le asignó Ptolomeo la situaría en el sitio de Castelsardo (provincia de Sassari) en la costa norte de la isla, a solo 30 km de Porto Torres, pero esto es incompatible con la exposición de los Itinerarios, por lo que es errónea. De hecho, el mismo Ptolomeo coloca a los tibulati, tibulados o tibulatii (en griegoιβουλάτιοι), que deben haber estado estrechamente relacionados con la ciudad de ese nombre, en el extremo norte de la isla (Ptol. iii. 3. § 6), y todos los datos derivados de los Itinerarios conducen al mismo resultado.
La posición que le asignó De la Marmora y que adoptó Smith es el puerto o pequeña bahía llamada Porto di Lungo Sardo, muy cercano al punto más al norte de la isla, el Promontorio Errebantium (Errebantium Promontorium) de Ptolomeo, donde se examina y se analiza la cuestión). Los editores del Atlas de Barrington del mundo griego y romano colocan a Tibula en Santa Teresa Gallura (provincia de Olbia-Tempio).